# Kapsuła styloforowa
Kapsuła styloforowa (ang. gnathosomal capsule, capitular capsule) – część ciała niektórych roztoczy.
Kapsuła ta stanowi pojedynczą strukturę powstałą ze zlania się ze sobą styloforu i subkapitulum. Występuje u niektórych Prostigmata, m.in. z takich grup jak Heterostigmata, Myobiidae i Cheyletoidea.